# José Ramón Esmorís
José Ramón Esmoris Esmoris, es un jugador de baloncesto español, que ocupa la posición de ala pivot. Nació el 23 de mayo de 1975, en Torás,  Laracha (La Coruña). Actualmente juega en el Basket Xiria. 

## Trayectoria deportiva
- CB OAR Ferrol. Categorías inferiores.
- 1991-92 CB OAR Ferrol Juvenil.
- 1992-93 Segunda Autonómica. Maderas Fernández San Valentin.
- 1992-94 Liga ACB. CB OAR Ferrol.
- 1994-95 Liga EBA. CB Sant Josep Girona.
- 1994-97 Liga ACB. CB Sant Josep Girona.
- 1997-98 Liga ACB. CB Ourense. Cortado tras 11 partidos.
- 1997-98 Liga LEB. Tenerife CB. Cedido.
- 1998-99 Liga LEB. Gijón Baloncesto.
- 1999-02 Liga ACB. Gijón Baloncesto.
- 2002-04 Liga ACB. CB Sevilla, cedido en marzo de 2003.
- 2003-04 Liga LEB. Basket Zaragoza 2002, entra cedido en marzo.
- 2004-05 Liga ACB. Bàsquet Manresa.
- 2005-06 Liga LEB. San Sebastián Gipuzkoa BC.
- 2006-08 Liga LEB. CB Atapuerca
- 2008-09 Liga LEB. CB Ourense
- 2009-11 Liga LEB. CB Coruña
- 2011-14 Liga EBA. Recinor Ferrol.
- 2016-18 Primera Autonómica. Basket Xiria.

## Internacional
1991 Eurobasket Juvenil. Selección de España. Salónica. Medalla de Bronce. 